# 한류연구소

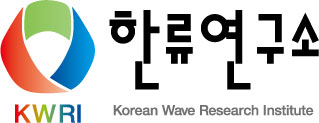
한류연구소

한류연구소는 대한민국의 연구소이다. 한류연구소는 한류 혹은 한국화 시대의 지속적인 발전과 세력 확장을 위해 한류 방향 연구, 영향력 조사와 수요층 분석, 발전 방향 제시하기 위해 설립된 비영리법인이다.  서울시 강남구 테헤란로에 위치해 있다.

## 소장
- 한구현